# Staré Město (okres Bruntál)
Obec Staré Město (německy Altstadt, polsky Stare Miasto) se nachází v okrese Bruntál v Moravskoslezském kraji. Žije zde 909 obyvatel.

## Části obce
- Staré Město (k. ú. Staré Město u Bruntálu)
- Nová Véska (k. ú. Malá Véska)

## Historie
První písemná zmínka o obci pochází z roku 1377. Od 1. ledna 1967 do 23. listopadu 1990 bylo Staré Město, včetně své osady Nová Véska, částí obce Bruntál.

### Vývoj počtu obyvatel
Počet obyvatel celé obce Staré Město podle sčítání nebo jiných úředních záznamů:
| Rok            | 1869 | 1880 | 1890 | 1900 | 1910 | 1921 | 1930 | 1950 | 1961 | 1970 | 1980 | 1991 | 2001 |
| -------------- | ---- | ---- | ---- | ---- | ---- | ---- | ---- | ---- | ---- | ---- | ---- | ---- | ---- |
| Počet obyvatel | 1384 | 1501 | 1517 | 1413 | 1300 | 1325 | 1460 | 752  | 762  | 680  | 743  | 647  | 670  |

1. ↑  z toho: 8 Čechoslováků, 1418 Němců; 1413 řím. kat., 43 evang., 1 bez vyzn.
2. ↑  z toho: 621 Čechů, Moravanů a Slezanů, 33 Slováků; 200 řím. kat., 1 čsl. hus., 7 evang., 1 pravosl., 420 bez vyzn.

V celé obci Staré Město je evidováno 254 adres: 251 čísel popisných (trvalé objekty) a 3 čísla evidenční (dočasné či rekreační objekty). Při sčítání lidu roku 2001 zde bylo napočteno 174 domů, z toho 155 trvale obydlených.
Počet obyvatel samotného Starého Města podle sčítání nebo jiných úředních záznamů:
| Rok            | 1869 | 1880 | 1890 | 1900 | 1910 | 1921 | 1930 | 1950 | 1961 | 1970 | 1980 | 1991 | 2001 |
| -------------- | ---- | ---- | ---- | ---- | ---- | ---- | ---- | ---- | ---- | ---- | ---- | ---- | ---- |
| Počet obyvatel | 1132 | 1222 | 1265 | 1173 | 1100 | 1123 | 1235 | 662  | 670  | 620  | 704  | 609  | 610  |

1. ↑  z toho: 8 Čechoslováků, 1209 Němců; 1191 řím. kat., 41 evang., 1 bez vyzn.

V samotném Starém Městě je evidováno 227 adres : 224 čísel popisných a 3 čísla evidenční. Při sčítání lidu roku 2001 zde bylo napočteno 152 domů, z toho 138 trvale obydlených. Ke dni 25. 3. 2010 zde žilo 846 obyvatel.

## Pamětihodnosti
- Kostel Neposkvrněného početí Panny Marie je kulturní památka ČR.[9]
- Socha sv. Jana Nepomuckého